# Vista Hermosa, Jesús Carranza
Vista Hermosa är en ort i Mexiko.   Den ligger i kommunen Jesús Carranza och delstaten Veracruz, i den sydöstra delen av landet, 500 km öster om huvudstaden Mexico City. Vista Hermosa ligger 21 meter över havet och antalet invånare är 168.
Terrängen runt Vista Hermosa är platt. Runt Vista Hermosa är det ganska glesbefolkat, med 29 invånare per kvadratkilometer. Närmaste större samhälle är Licenciado Gabriel Ramos Millán, 11,0 km norr om Vista Hermosa. Omgivningarna runt Vista Hermosa är en mosaik av jordbruksmark och naturlig växtlighet.